# 三輪酒造 (広島県)
三輪酒造株式会社（みわしゅぞう）は、広島県神石高原町に本社を置く酒造会社である。

## 概要
- 沿革　享保元年1716年創業
- 代表者　三輪 節雄
- 本社所在地　広島県神石郡神石高原町油木乙1930番地

## 銘柄
- 神雷（しんらい） - その昔、蔵に落雷があったが、無事だったことに由来する[1]。

## アクセス
- 西日本旅客鉄道（JR西日本）山陽新幹線・山陽本線 福山駅より
  - 中国バス 東城・油木方面行き、1時間18分。油木（中国バス油木営業所）バス停下車徒歩2分。
- 西日本旅客鉄道（JR西日本）芸備線 東城駅より
  - 中国バス 福山方面行き、30分。油木バス停下車
- 酒蔵見学:要予約